# Svartholm (vid Ytterstholm, Nagu)
Svartholm är en ö nära Högsar i Nagu,  Finland. Den ligger i Skärgårdshavet i Pargas stad i den ekonomiska regionen  Åboland i landskapet Egentliga Finland, i den sydvästra delen av landet. Ön ligger omkring 4 kilometer sydost om Högsar, 9 kilometer söder om Nagu kyrka, 43 kilometer sydväst om Åbo och omkring 170 kilometer väster om Helsingfors. Närmaste allmänna förbindelse är förbindelsebryggan vid Östra Rockelholm som trafikeras av M/S Cheri.
Öns area är 5,2 hektar och dess största längd är 380 meter i öst-västlig riktning. Ön höjer sig omkring 20 meter över havsytan.